# NGC 6107
NGC 6107 is een elliptisch sterrenstelsel in het sterrenbeeld Noorderkroon. Het hemelobject werd op 1 juli 1880 ontdekt door de Franse astronoom Édouard Jean-Marie Stephan.

## Synoniemen
- UGC 10311
- MCG 6-36-14
- ZWG 196.24
- KUG 1615+350C
- PGC 5772